# Autosnelwegen in Japan

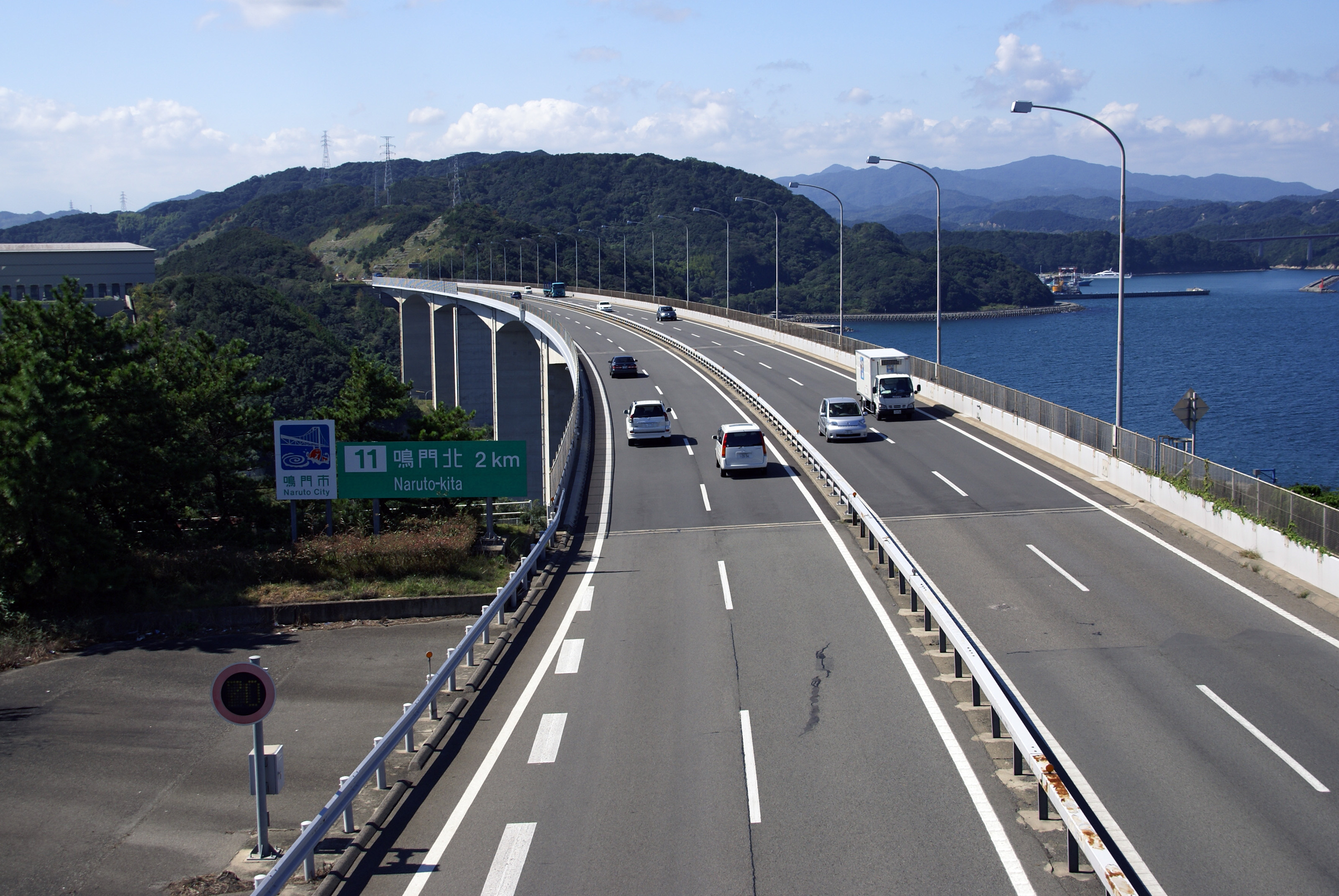
De autoweg Kobe-Awaji-Naruto

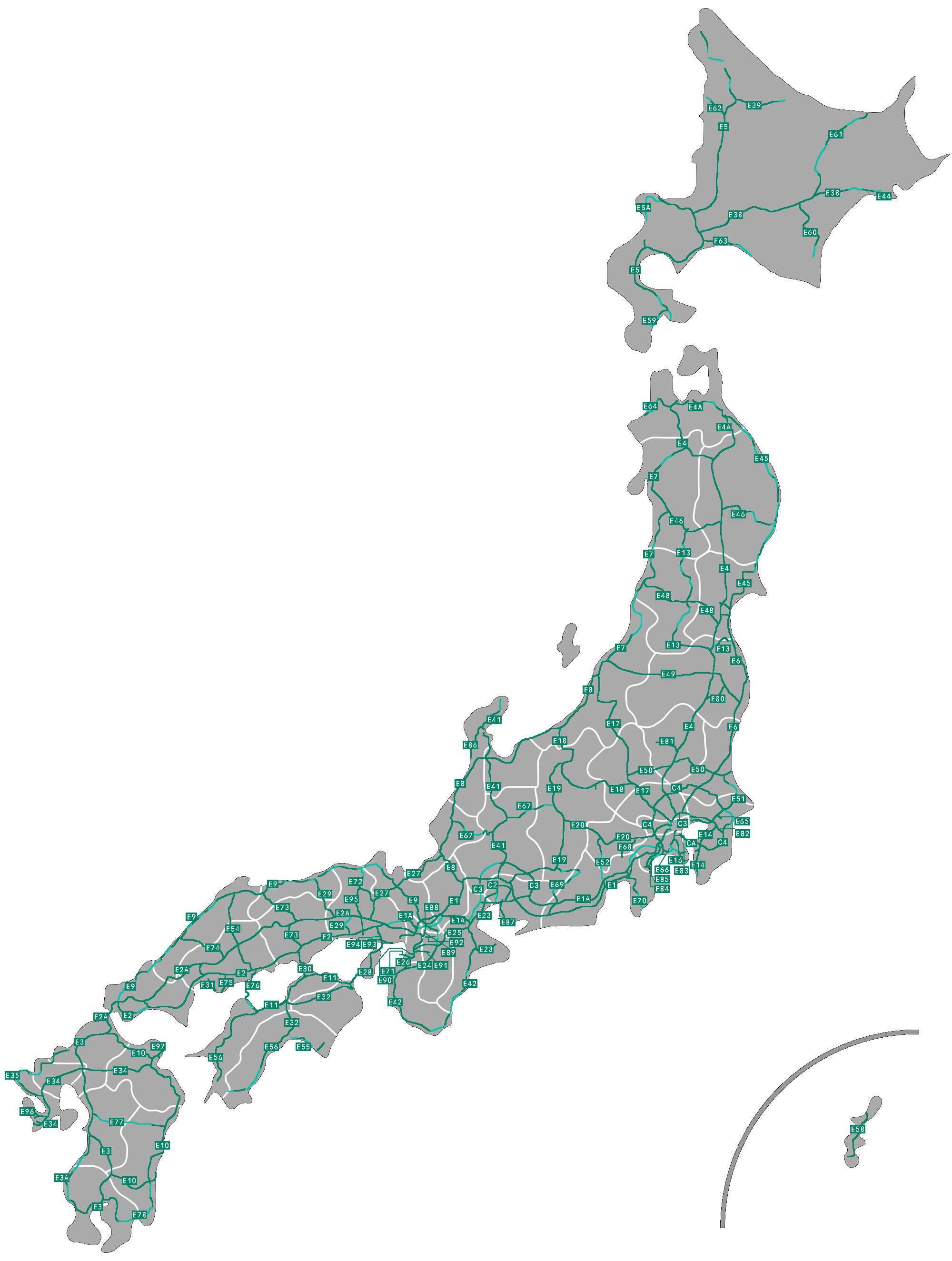

De Japanse autosnelwegen (高速道路, kōsokudōro) vormen een uitgebreid netwerk van tolwegen waar een maximumsnelheid geldt van 100 km/h. Het netwerk verbindt in een ononderbroken lijn de prefectuur Aomori in het noorden van Honshu met de prefectuur Kagoshima in het zuiden van Kyushu en de regio Shikoku. Er zijn tevens autosnelwegen in Hokkaidō en op het eiland Okinawa, deze zijn echter niet verbonden met het Honshū-Kyūshū-Shikoku-netwerk.
De eigenaar en uitbater van de autosnelwegen was tot 1 oktober 2005 de Japan Highway Public Corporation. Nadien werd de maatschappij opgesplitst in de East Nippon Expressway Company, Central Nippon Expressway Company en de West Nippon Expressway Company. Japan heeft een van de duurste tolsystemen in de wereld. Bij het oprijden van de autosnelweg moet men een ticket nemen, dat men bij de afrit samen met de tol in een machine kan steken. Er bestaat tevens een elektronisch tolkaartsysteem (ETC) dat in de wagens geïnstalleerd wordt en automatisch de tol betaalt.

## Lijst van autosnelwegen
De meeste Japanse autosnelwegen hebben geen nummers maar namen.

### Grootstedelijk netwerk
Verschillende grootsteden hebben een netwerk van autosnelwegen die uitgebaat worden door verschillende maatschappijen.
- Fukuoka-autosnelweg (Fukuoka)
- Hanshin-autosnelweg (Osaka en Kobe)
- Hiroshima-autosnelweg (Hiroshima)
- Kioto-autosnelweg (Kioto)
- Kitakyushu-autosnelweg (Kitakyushu)
- Nagoya-autosnelweg (Nagoya)
- Shuto-autosnelweg (Groot-Tokio)
- Tokio-autosnelweg (Tokio)

### Hokkaidō
Alle autosnelwegen in Hokkaido zijn eigendom van en worden uitgebaat door de East Nippon Expressway Company.
- Asahikawa-Monbetsu-autosnelweg
- Doto-autosnelweg
- Douou-autosnelweg
- Fukagawa-Rumoi-autosnelweg
- Hakodate-Esashi-autosnelweg
- Hidaka-autosnelweg
- Obihiro-Hiroo-autosnelweg
- Sasson-autosnelweg

### Honshū
De autosnelwegen in Honshū worden uitgebaat door drie maatschappijen.
- Akita-autosnelweg
- Aomori-autosnelweg
- Banetsu-autosnelweg
- Chubu-Ōdan-autosnelweg
- Chugoku-autosnelweg
- Chuo-autosnelweg
- Hachinohe-autosnelweg
- Hachinohe-Kuji-autosnelweg
- Hamada-autosnelweg
- Hanwa-autosnelweg
- Harima-autosnelweg
- Higashi-Kanto-autosnelweg
- Higashi-Meihan-autosnelweg
- Hijemi-Tottori-autosnelweg
- Hiroshima-autosnelweg
- Hokuriku-autosnelweg
- Ise-autosnelweg
- Isewangan-autosnelweg
- Joban-autosnelweg
- Joshin-Etsu-autosnelweg
- Kamaishi-autosnelweg
- Kan-Etsu-autosnelweg
- Keinawa-autosnelweg
- Keiyo-autosnelweg
- Ken-Ō-autosnelweg
- Kinki-autosnelweg
- Kita-Kanto-autosnelweg
- Kitakinki-Toyooka-autosnelweg
- Maizuru Wakasa-autosnelweg
- Matsue-autosnelweg
- Meishin-autosnelweg
- Nagano-autosnelweg
- Nihonkai Engan Tohoku-autosnelweg
- Nishi-Meihan-autosnelweg
- Notsu-autosnelweg
- Okayama-autosnelweg
- Sanen-Nanshin-autosnelweg
- Sanin-autosnelweg
- Sanriku -autosnelweg
- Sanyo-autosnelweg
- Seishin-autosnelweg
- Shinkuko-autosnelweg
- Tateyama-autosnelweg
- Tohoku-autosnelweg
- Tohoku Chuo-autosnelweg
- Tokai-Hokuriku-autosnelweg
- Tokai Ring-autosnelweg
- Tokio-Gaikan-autosnelweg
- Tomei-autosnelweg
- Tottori-autosnelweg
- Trans-Chubu-autosnelweg
- Trans-Izu-autosnelweg
- Trans-Kioto-autosnelweg
- Tsugaru-autosnelweg
- Yamagata-autosnelweg
- Yonago-autosnelweg

### Kyūshū
Alle autosnelwegen in Kyushu zijn eigendom van en worden uitgebaat door de West Nippon Expressway Company.
- Higashi Kyūshū-autosnelweg
- Kyushu-autosnelweg
- Minami Kyushu Nishimawari-autosnelweg
- Miyazaki-autosnelweg
- Nagasaki-autosnelweg
- Nishi-Kyushu-autosnelweg
- Oita-autosnelweg

### Okinawa
Alle autosnelwegen in Okinawa zijn eigendom van en worden uitgebaat door de West Nippon Expressway Company.
- Naha Airport-autosnelweg
- Okinawa-autosnelweg

### Shikoku
De autosnelwegen in Shikoku worden uitgebaat door twee maatschappijen.
- Imabari-Komatsu-autosnelweg
- Kobe-Awaji-Naruto-autosnelweg
- Kochi-autosnelweg
- Matsuyama-autosnelweg
- Nishi-Seto-autosnelweg
- Seto-Chuo-autosnelweg
- Takamatsu-autosnelweg
- Tokushima-autosnelweg